# Meterana rhodopleura
Meterana rhodopleura là một loài bướm đêm trong họ Noctuidae.